# Setra S 417 GT-HD
Setra S 417 GT-HD — туристический автобус, выпускаемый немецкой компанией Setra с 2003 по 2013 год. Вытеснен с конвейера моделью Setra S517 HD.

## История
Автобус Setra S 417 GT-HD впервые был представлен в 2003 году. В 2005 году автобус был представлен в «Мострансавто». Его обслуживал МАП № 2 в Коломне, благодаря директору парка Николаю Николаевичу Сиделёву. Он убедил руководство приобрести автобус Setra S 417 GT-HD, который, по европейским меркам, стоит 360000 евро.
С появлением автобуса Setra S 417 GT-HD количество современных автобусов немецкого производства в Коломне увеличилось. Обслуживание кажется пассажирам привычным. После окончания лизинга в 2010 году автобус Setra S 417 GT-HD стал собственностью «Мострансавто».
В 2007 году на борту автобуса изобразили аэрографию «Русский князь». Слева изображён бой Пересвета с Челубеем, а справа изображена сцена прощания с теми, кто отправляется на Куликовскую битву. Это сделали мастера из Москвы Евгений Прокопенко, Сергей Джулаев и Игорь Рябов, за что получили премию «Гран-при».

## Эксплуатация
Автобус Setra S 417 GT-HD эксплуатируется в Люксембурге и Швеции. Особенно автобус был популярен в России.
| Страна     | Предприятие      | Серия       | Количество |
| ---------- | ---------------- | ----------- | ---------- |
| Люксембург | Demy Schandeler  | DC1106      | 1          |
| Люксембург | Voyages Vandivit | VV2001      | 1          |
| Нидерланды | Pouw Vervoer     | 18          | 1          |
| Нидерланды | Zwaluw Reizen    | 16          | 1          |
| Швеция     | KR Trafik        | 49, 313—314 | 3          |